# Onthophagus villosus
Onthophagus villosus är en skalbaggsart som beskrevs av Macleay 1888. Onthophagus villosus ingår i släktet Onthophagus och familjen bladhorningar. Inga underarter finns listade i Catalogue of Life.